# Francesco Ciuppa

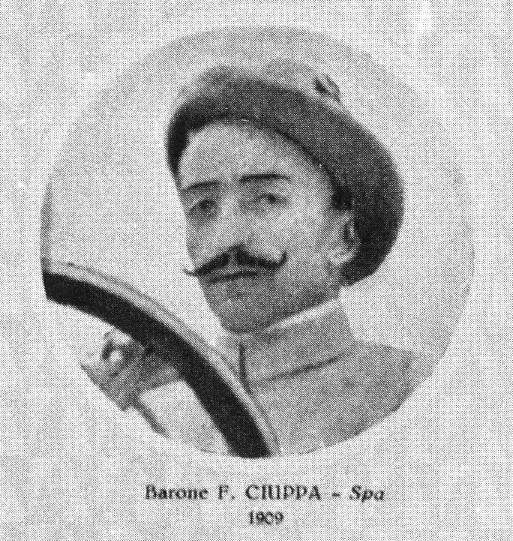
Francesco Ciuppa 1909

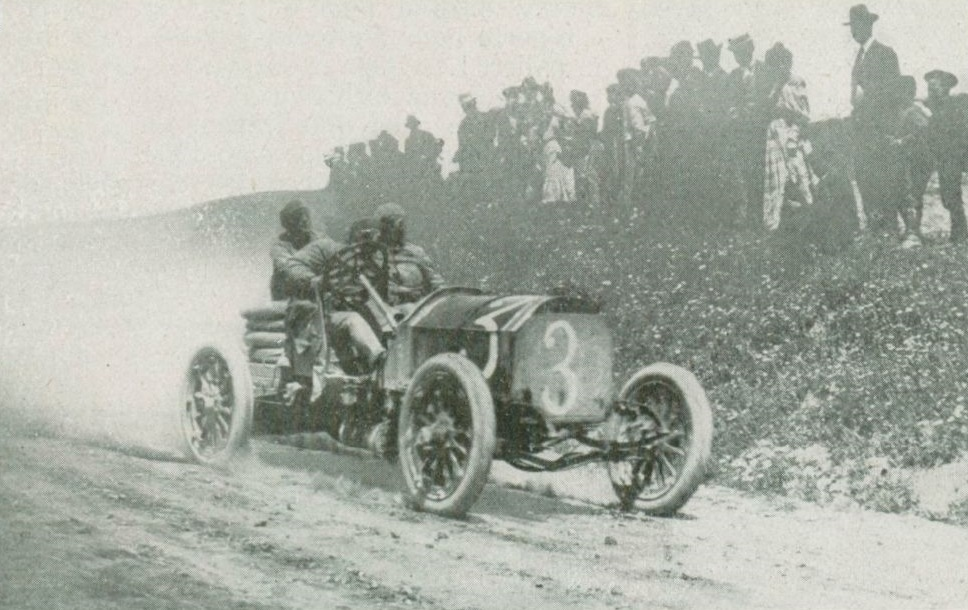
Francesco Ciuppa 1909 auf SPA bei seinem Sieg bei der Targa Florio

Baron Francesco Ciuppa (* 29. Mai 1875; † unbekannt) war ein italienischer Automobilrennfahrer aus Palermo.

## Karriere
Ciuppa gehörte zu den ersten fünf Automobilbesitzern Palermos, als er im Jahr 1903 einen Berliet erwarb. Acht Monate später nahm er damit an der Settimana automobilistica in Brescia teil und errang zwei Siege. Im Jahr 1909 war er der erste sizilianische Sieger bei der Targa Florio. Dieses Rennen wurde seit 1906 auf dem 148,823 km langen Grande circuito delle Madonie auf der Insel ausgetragen. Ciuppa gewann auf einem SPA 28/40HP Speciale das über eine Runde führende Rennen in 2 Stunden, 43 Minuten und 19 Sekunden was einer Durchschnittsgeschwindigkeit von 54,674 km/h entspricht. Zweiter wurde sein Freund Vincenzo Florio auf Fiat, der das Rennen auch organisierte. Als Dritter kam Guido Airoldi auf Lancia ein.
Francesco Ciuppa nahm weiterhin erfolgreich an Rennen in Frankreich teil. 1911 siegte er beider Coppa delle vetturette in seiner sizilianischen Heimat. Im Jahr 1913 gewann Ciuppa die Coppa di regolarità, die von Palermo über Partinico nach Trapani führte. Nach dem Ersten Weltkrieg gehörte er zu den Mitstreitern Vincenzo Florios, die die Targa Florio wieder aufleben ließen.